# Carlotta Baratto
Carlotta Baratto (Padova, 9 maggio 1985) è una canottiera italiana.
È stata la prima campionessa mondiale femminile italiana ad Atene 2003.

## Carriera
Nel 2002 e nel 2003 partecipa ai Mondiali Juniores piazzandosi rispettivamente quinta e prima nella specialità 4 senza. Nel 2005 prende parte ai Mondiali Under 23 nella specialità 4 di coppia arrivando 5 e ai Mondiali Assoluti sempre nel 4 di coppia arrivando ottava. Nel 2006 ai Mondiali Under 23 nella specialità doppio si classifica decima mentre e riserva nei Mondiali Assoluti. Nell'edizione 2007 si classifica prima nei Mondiali Under 23 specialità 4 senza e negli assoluti sesta sempre nella medesima specialità.
Dal 2001 al 2006 ha conquistato dieci titoli tricolori.

## Palmarès

### Campionati del mondo Under 23
- 2003: 4 senza, 1°

### Campionati del mondo Juniores
- 2007: 4 senza, 1°